# اكمة السبيل (السياني)

تعديل مصدري - تعديل

اكمة السبيل محلة تابعة لقرية منزل نخلان، التابعة لعزلة نخلان بمديرية السياني إحدى مديريات محافظة إب في الجمهورية اليمنية.، بلغ تعداد سكانها 71 حسب تعداد اليمن لعام 2004.